# Companyia Sueca de les Índies Orientals

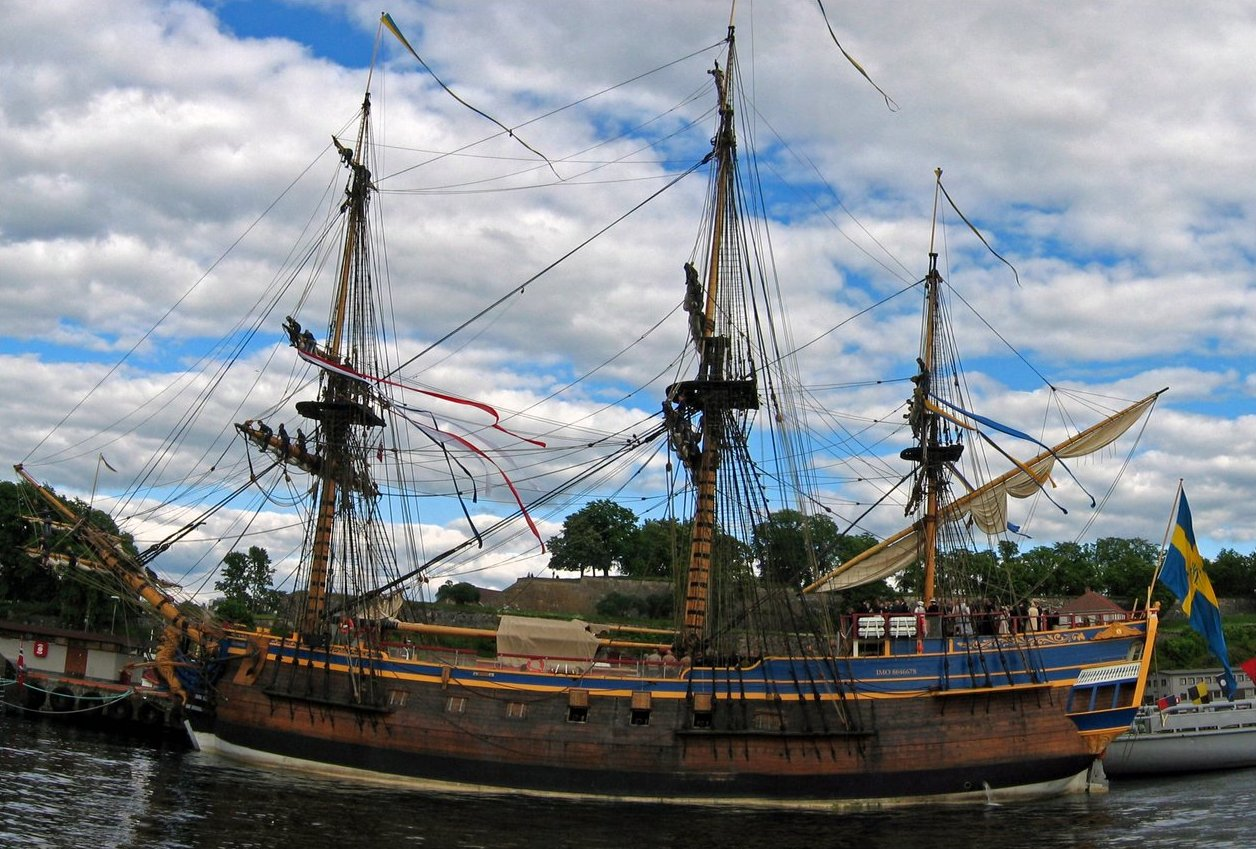
El buc Götheborg a Oslo en el centenari de la dissolució de la unió entre Noruega i Suècia el 10 de juny de 2005.

La Companyia Sueca de les Índies Orientals (en suec: Svenska Ostindiska Companiet, o SOIC), va ser fundada a Gotemburg, Suècia el 1731 per al comerç amb l'Orient llunyà.
Els primers intents de fundar una companyia d'aquest tipus es remunten al segle xvii. A inicis de 1626, l'holandès Willem Usselinx obtingué privilegis reials del rei Gustau II Adolf. També els pirates de Madagascar, el 1718, oferiren al rei de Suècia Carles XII, naus armades i or a canvi de la seva naturalització i servir-se de Suècia com una base comercial.
Amb la fi de la Gran Guerra del Nord i el Tractat de Nystad, el comerç exterior era una opció per a reconstruir el país.
El 1729 el comerciant escocès Colin Campbell junt als comerciants suecs Niclas Sahlgren i Henrik König, establiren una nova companyia sota el nom de Henrich König & Compagnie que obtingué els privilegis reaials el 14 de gener de 1731.
Cambell, en el primer viatge, salpà el 9 de febrer de 1732, en el veler Friedericus Rex Sueciae, acompanyat de l'ambaixador a la Xina. Arribats a la Xina comerciaren amb espècies, porcellana i te. El 27 d'agost de 1733 el vaixell tornà aGotemburg amb un gran èxit econòmic.
Durant la seva existència de 1731 a 1821, la SOIC va realitzar 132 expedicions. Es van perdre 8 vaixells en total.
Des de Gotemburg els veler portaven ferro en lingots, acer i coure.
El principal producte que es portava de la Xina era el te que en gran part es reexportava al Regne Unit.